# Вспомогательные силы безопасности
Вспомогательные силы безопасности (англ. Security Force Auxiliaries, SFA; шона Pfumo reVanhu, Копьё народа) — родезийские вооружённые формирования, воевавшие в 1978—1979 на стороне правительств Яна Смита и Абеля Музоревы против левых партизанских движений ZANU и ZAPU. Комплектовались из чернокожих антикоммунистов, сторонников правых партий. Расформированы после провозглашения независимости Зимбабве.

## Военно-политический контекст
В конце 1970-х годов война в Южной Родезии вступила в завершающую фазу. Родезийское правительство Яна Смита убедилось в необходимости подкрепить военные усилия политической консолидацией, привлечь на свою сторону умеренные группы чернокожего большинства. В борьбе с партизанскими движениями ZANU и ZAPU правительство могло рассчитывать на поддержку части коренного населения. Было принято решение формировать контрповстанческое ополчение. Проект поддержали армейское командование генерала Уоллса и руководство спецслужбы полковника Флауэра.
Базой этих формирований стали племенные территории Центрального Машоналенда, где было заметным влияние партий Ндабанинги Ситоле и Абеля Музоревы. Эти деятели были согласны на компромисс с правящим Родезийским фронтом и враждовали с радикальными партиями Роберта Мугабе и Джошуа Нкомо.

## Формирование в Родезии
Вспомогательные силы безопасности — SFA — начали формироваться в марте 1978 года, после соглашения правительства с умеренными африканскими партиями. На языке шона SFA получили название Pfumo reVanhu — Копьё народа. К весне 1979 в них служили около 10 тысяч человек. Рекрутировались прежде всего члены и сторонники ZANU — Ndonga (партия Ситоле) и UANC (партия Музоревы).
Главный тренировочный центр был организован в селении Домбошава, расположенном в 27 километрах к северу от Солсбери. Обучение велось по ряду военных специальностей. Инструкторами были офицеры родезийской армии и полиции. Общее оперативное командование осуществлял специальный отдел безопасности (полицейская спецслужба), на местах руководили командиры отрядов, политическое руководство осуществляли Ситоле и Музорева. В подготовке бойцов участвовали несколько бойцов партии Ситоле, обучавшиеся в Уганде.
Вооружались SFA обычно оружием, захваченным в боях с партизанами ZANLA (военное крыло ZANU — партии Мугабе) и ZIPRA (военное крыло ZAPU — партии Нкомо). Формы и знаков различия они первоначально не имели, но впоследствии получили коричневое обмундирование и коричневый флаг с символикой в виде наконечника традиционного копья-ассегая на фоне щита.

## Политическая мотивация и военная активность
Правительство Яна Смита рассматривало SFA в качестве проправительственного милиционного ополчения. Существенное значение при наборе в SFA имела антикоммунистическая мотивация. С бойцами проводились своего рода политзанятия, на которых объяснялось, что правительство стремится утвердить в стране демократические порядки, обеспечить равные права всех граждан, в том числе свободный политический выбор. Жёстко критиковалась марксистская идеология ZANU и ZAPU. Лидер крайне правой Родезийской партии действия Ина Бэрси отмечала, что тысячи чернокожих крестьян Машоналенда готовы присоединиться к ней для борьбы с зимбабвийскими марксистами.
Для Музоревы и Ситоле отряды Pfumo reVanhu являлись «частными армиями».
Основной функцией SFA являлась охрана населённых пунктов собственного проживания. Ключевой задачей было обеспечение безопасности при проведении выборов в парламент Зимбабве-Родезии, назначенных на апрель 1979 года. В общем и целом это удалось. С июня 1979 SFA перешли в подчинение правительства Зимбабве-Родезии, возглавленного епископом Музоревой.
SFA продемонстрировали реальную боеспособность в столкновениях с партизанами. Были выиграны бои при городах Карои, Секи, Чинаморе, серьёзные потери нанесены противнику при Гокве и Ньямаропе. При этом отмечалась жёсткость действий ополченцев, применявших к пленными физическое воздействие для получения информации.
В SFA особенно ценились пленные партизаны, перешедшие на сторону правительства. Однако такие случаи были редкостью.
Потери SFA за время боевых действий оцениваются в диапазоне от менее 100 до почти 200 человек.
Подразделения осуществляли охрану промышленных, коммерческих и социальных объектов, использовались на строительных работах. Постепенно были преодолены тенденции дезертирства, налажена дисциплина, появился энтузиазм. 11 февраля 1980 был проведён парад SFA в присутствии зарубежных представителей. Принимал парад генерал Арчер Брюс Камплинг.

## Расформирование в Зимбабве
В декабре 1979 Зимбабве-Родезия прекратила существование, был временно восстановлен статус британской колонии. В феврале 1980 состоялись выборы, уверенную победу на которых одержал ZANU Роберта Мугабе. UANC Абеля Музоревы получила лишь 8 % голосов и 3 мандата в парламенте, партия Ндабанинги Ситоле в парламент не прошла. 18 апреля 1980 была провозглашена независимость Зимбабве. Правительство возглавил Мугабе.
После провозглашения независимости SFA были расформированы. Однако ряд бойцов и командиров SFA, воевавших против ZANU/ZANLA, перешёл на службу в силовые структуры новых властей. Наиболее известен пример полицейского комиссара Вайне Бвудзиджены, руководителя пресс-службы и пиар-отдела полиции Зимбабве. Информация о его службе в SFA вызвала скандал, усугублённый тем, что Бвудзиджена отличался особо жёсткими нападками на оппозиционное Демократическое движение за перемены.